# Anästhesiologie

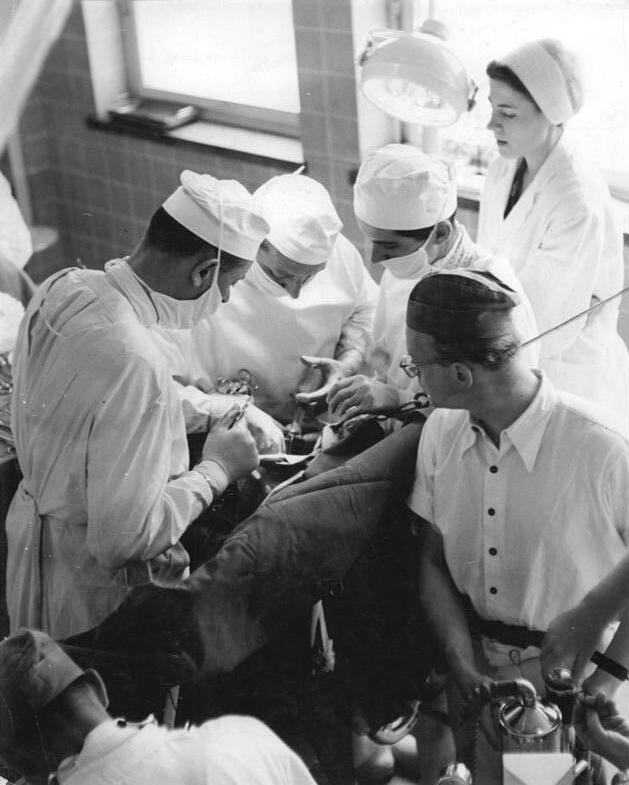
Chirurgen und Anästhesisten in Dresden (1956)

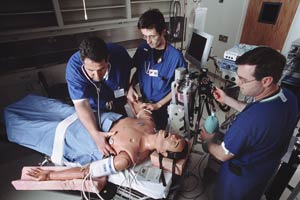
Ausbildung am Anästhesiesimulator

Die Anästhesiologie, teilweise auch Anaesthesiologie geschrieben, ist als Wissenschaft von der Anästhesie ein medizinisches Fachgebiet. Es umfasst die Anästhesie (Schmerzausschaltung) im engeren Sinne (Vollnarkose, Regional- und Lokalanästhesie) einschließlich der Aufrechterhaltung der lebenswichtigen Funktionen während operativer und diagnostischer Eingriffe sowie die Intensivmedizin, die Notfallmedizin und die Schmerztherapie. Als „fünfte Säule“ ist inzwischen die Palliativmedizin hinzugekommen. Aufgrund ihrer zahlreichen Schnittstellen mit anderen Fachgebieten ist die Anästhesiologie durch eine hohe Interdisziplinarität gekennzeichnet.
Anästhesiologie umfasst gemäß einer Definition des American Board of Anesthesiology aus den 1980er Jahren unter anderem:
- die Herbeiführung von Schmerzfreiheit während chirurgischer, geburtshilflicher, therapeutischer und diagnostischer Operationen und die Betreuung der davon betroffenen Patienten,
- das Monitoring und die Aufrechterhaltung der Homöostase in der perioperativen Phase sowie beim kritisch kranken, verletzten oder anderweitig ernsthaft kranken Patienten,
- die Diagnose und Behandlung schmerzhafter Syndrome,
- die Ausbildung in der Herz-Lungen-Wiederbelebung und deren Implementierung in der Klinik,
- die Beurteilung der Atemfunktion und die Anwendung von Beatmungstherapie in all ihren Formen,
- die fachliche Aufsicht über und die Ausbildung von bei der Anästhesie, Beatmung und Behandlung kritisch Kranker mitwirkendem Personal,
- die Erforschung von Grundlagen und die klinische Forschung zur Gewinnung von Erkenntnissen und Verbesserungsmöglichkeiten des Patientenwohls in Bezug auf physiologische Funktionen und Reaktionen auf Medikamente sowie
- die administrative Mitwirkung in Krankenhäusern, medizinischen Ausbildungsstätten und ambulanten Einrichtungen insoweit diese notwendig zur Implementierung dieser Aufgaben sind.[3]

## Wortherkunft und Bezeichnungen
Anästhesiologie ist eine Zusammensetzung der altgriechischen Wörter ἀναισθησία anaisthesia, deutsch ‚Gefühllosigkeit‘ und λόγος logos, deutsch ‚Lehre‘ und bedeutet somit wörtlich die Lehre von der Gefühllosigkeit. Gemeint ist damit Schmerzfreiheit, ein Anliegen, aus dem sich das Fachgebiet von Anfang an ableitete und das noch heute seinen eigentlichen Kern darstellt. Indes spiegelt der historisch begründete Begriff Anästhesiologie bei Weitem nicht das aktuelle Gesamtspektrum des Fachgebietes wider.
Inzwischen ist die Verwendung des Begriffes Anästhesiologie – abgesehen von der Verwendung in offiziellen Bezeichnungen wie Klinik für Anästhesiologie – selbst im gehobenen allgemeinen Sprachgebrauch weitgehend unüblich und durch das kürzere Anästhesie ersetzt worden. Letzteres bezeichnet somit nicht nur ein (angestrebtes) Ergebnis der Bemühungen des Anästhesisten, sondern auch das Fachgebiet selbst.
Die offizielle Facharztbezeichnung ist Facharzt für Anästhesiologie (in Österreich: Facharzt für Anästhesiologie und Intensivmedizin), im täglichen Gebrauch ist meist die (von „Anästhesie“ abgeleitete und die Tätigkeit beschreibende) Kurzform Anästhesist üblich; umgangssprachlich wird häufig auch der für Laien besser verständliche frühere Begriff Narkosearzt für den die Anästhesie oder ein „Stand-by“ (die ausschließliche Überwachung der Vitalfunktionen, während der sich häufig auch der Einsatz von Anästhestika ergibt und damit im Rahmen dieser anästhesiologischen Betreuung ein Übergang zur Analgesie, Sedierung oder Analgosedierung) durchführenden Arzt benutzt. Der umfassendere Begriff Anästhesiologe als Berufsbezeichnung ist hingegen weitgehend aus dem deutschen Sprachgebrauch verschwunden. Ein Anästhesist arbeitet mit examiniertem medizinischem Assistenzpersonal zusammen, das ihm gegenüber fachlich weisungsgebunden ist (Krankenpflegepersonen, Medizinische Fachangestellte); der Anteil speziell ausgebildeter Fachpflegekräfte für Anästhesie und Intensivpflege bzw. Anästhesietechnischer Assistenten steigt dabei in den letzten Jahren an.

## Tätigkeitsgebiete
Wie bereits oben erwähnt, umfasst das Fachgebiet der Anästhesiologie neben den Kerngebieten Anästhesie und Intensivmedizin im Wesentlichen die Notfallmedizin, die akute und chronische Schmerztherapie sowie die Palliativmedizin:
- Anästhesie mit Vorbereitung und Durchführung von Allgemein- und Regionalanästhesieverfahren sowie die unmittelbare postoperative Überwachung im Aufwachraum, was als sogenanntes perioperatives Management zusammengefasst wird. Während chirurgischer Eingriffe geht es in der modernen Anästhesie nicht nur um die „Ausschaltung“ von Schmerzen und Stress, sondern auch um eine lückenlose Überwachung aller Körperfunktionen. Atmung, Kreislauf, teilweise auch Anästhesietiefe und Grad der Muskelerschlaffung werden kontinuierlich überwacht und entsprechend den Erfordernissen der Operationsphase von Anästhesisten gesteuert.
- Intensivmedizin[8] auf Intensivtherapiestationen dient zur Intensivüberwachung und -behandlung von Patienten, deren Vital- oder Organfunktionen in lebensbedrohlicher Weise gestört oder gefährdet sind und durch intensive therapeutische Verfahren unterstützt oder aufrechterhalten werden müssen. In der Intensivmedizin werden schwerstkranke Patienten im Rahmen lebensbedrohlicher Infektionen, nach Unfällen, großen chirurgischen Eingriffen und bei Versagen lebenswichtiger Organe aus anderen Ursachen von Spezialisten des Fachgebietes der Anästhesie und Intensivmedizin medizinisch behandelt.
- Notfallmedizin zum Erkennen drohender oder eingetretener Notfallsituationen, Behandlung von Notfällen sowie Wiederherstellung und Aufrechterhaltung akut bedrohter Vitalfunktionen. Das breite Spektrum der zu versorgenden Notfälle verlangt umfassende Kenntnisse der Inneren Medizin, der Neurologie, traumatologischen Erstversorgung, aber auch Kompetenz in der Absolvierung von Kinder- oder geburtshilflichen Einsätzen.
- Schmerztherapie von chronischen und akuten Schmerzen (z. B. postoperativ). Akute Schmerzen, zum Beispiel nach Verletzung oder Operation haben eine Schutz- und Alarmfunktion für den menschlichen Organismus. Chronische Schmerzen haben diese Schutzfunktion jedoch verloren und können mit schwerwiegenden Funktionsstörungen des Körpers einhergehen. Sowohl akute als auch chronische Schmerzen müssen adäquat behandelt werden. In beiden Fällen können eine medikamentöse Therapie, Physiotherapie und psychologische Verfahren (z. B. Entspannungstechniken, Schmerzbewältigungsstrategien bis hin zur Psychotherapie) sowie periphere und zentrale Nervenblockaden helfen. Ebenso können komplementärmedizinische Methoden sinnvoll sein und angewendet werden.
- Durch die zunehmende Alterung der Gesellschaft gewinnt die palliativmedizinische Linderung von Leiden neben der kurativen Medizin immer größere Bedeutung und ergänzt die klassische Schmerztherapie.
- Bearbeitung des wissenschaftlichen Umfeldes des Fachgebietes

## Facharzt-Weiterbildung

### Weiterbildung in Deutschland
Anästhesisten sind in Deutschland Fachärzte (Gebietsarzt für Anästhesiologie und Intensivmedizin, die genaue Bezeichnung variiert zwischen den Bundesländern). Der erste Facharzt für Anästhesie der BRD war Werner Sauerwein vom Bürgerhospital Saarbrücken. Er erhielt seine Facharzt-Anerkennung am 27. Mai 1953.  Parallel zur bzw. im Anschluss an die Facharztweiterbildung können verschiedene Zusatz-Weiterbildungen erworben werden (z. B. die Zusatzbezeichnungen Spezielle Intensivmedizin, Notfallmedizin und Schmerztherapie). Informationen zu Facharzt- und Zusatzweiterbildungen sowie eine Übersicht zu Weiterbildungsstätten bieten der Berufsverband Deutscher Anästhesisten (BDA) und die Deutsche Gesellschaft für Anästhesiologie und Intensivmedizin (DGAI).

### Weiterbildung in Österreich
Die Ausbildung dauert sechs Jahre, wobei es notwendig ist, innerhalb dieses Zeitraums sechs Monate Innere Medizin, sechs Monate Chirurgie sowie ein Jahr Intensivmedizin zu absolvieren. Sie muss mit der praktischen und theoretischen Facharztprüfung abgeschlossen werden. Der Berufstitel lautet Facharzt für Anästhesiologie und Intensivmedizin. Die ÖGARI bietet Informationen für junge Anästhesisten an, die vor ihrer Facharztprüfung stehen.

### Weiterbildung in der Schweiz
In der Schweiz dauert die Weiterbildung zum Anästhesisten fünf Jahre, gegliedert in vier bis viereinhalb Jahre fachspezifische sowie sechs bis zwölf Monate nicht-fachspezifische Weiterbildung (Intensivmedizin). Zudem ist der Besuch eines zweitägigen Kurses in Notfallmedizin erforderlich. Die Weiterbildung wird mit einer Prüfung, die einen mündlichen sowie einen schriftlichen Teil (schriftliche Prüfung der European Society of Anaesthesiology) umfasst, abgeschlossen. Zur Teilnahme an der Prüfung ist ein schweizerisches oder anerkanntes ausländisches Arztdiplom Voraussetzung. Mit erfolgreichem Abschluss von Weiterbildung und Prüfung wird der Titel Facharzt für Anästhesiologie verliehen.

### Weiterbildung in den USA
Die Weiterbildung besteht aus insgesamt vier Jahren, von denen ein Jahr in einem anderen Fachgebiet abgeleistet werden muss. Nach der Weiterbildung ist man board eligible und kann sich nach bestandener schriftlicher und mündlicher Prüfung board certified nach der American Board of Anesthesiology (ABA) oder der American Osteopathic Board of Anesthesiology (AOBA) nennen. Seit 1999 sind die Zertifikate nur noch zehn Jahre gültig. Danach kann in einem Jahr Fellowship eine subspecialty certification in pain medicine, pediatric anesthesiology, cardiovascular anesthesiology und critical care medicine erworben werden.

### Weiterbildung in anderen Ländern
In England wird die Weiterbildung überwacht vom Royal College of Anaesthetists. Die Weiterbildung dauert mindestens sieben Jahre. In Australien und Neuseeland wird die Weiterbildung vom Australian and New Zealand College of Anaesthetists überwacht.
Eine umfassende europäische (und damit supranationale) Qualifikation kann mit dem Examen der europäischen Fachgesellschaft für Anästhesiologie (European Society of Anaesthesiology) belegt werden, deren Kurzbezeichnung in fast allen Ländern im Anschluss an den Namen geführt werden kann (DESA = Diploma of the European Society of Anaesthesiology, früher DEAA = Diploma of the European Academy of Anaesthesiology). Die Europäische Akademie für Anästhesiologie hat das sogenannte Europäische Diplom für Anästhesiologie 1984 eingeführt. Dieses von einem privaten Verein verliehene Diplom wird von den deutschen Landesärztekammern nicht als Facharztqualifikation anerkannt.

## Geschichte

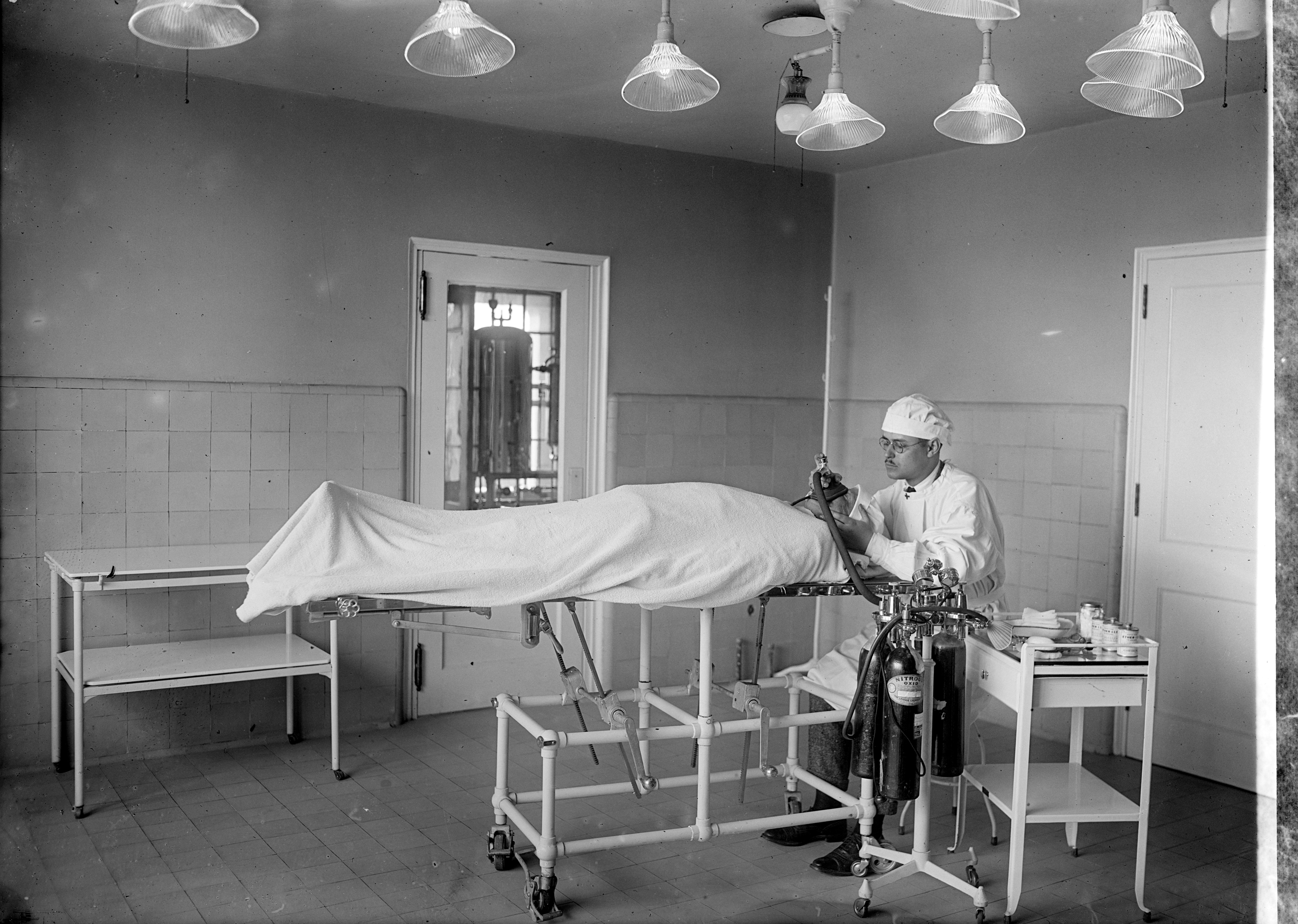
Narkotiseur, rechts im Bild (1922)

Am 30. März 1842 wurde die erste Ätheranästhesie durch Crawford Williamson Long angewendet. Wenige Jahre später, am 16. Oktober 1846, wurde die erste öffentliche und erfolgreiche Ätheranästhesie von dem Zahnarzt William Thomas Green Morton in Boston ausgeführt, der sich nach seinem Erfolg ganz der Anästhesiologie widmete. Die erste Ätheranästhesie im deutschsprachigen Raum nahm Hermann Askan Demme am 23. Januar 1847 in Bern vor.
Innerhalb Deutschlands kam die erste erfolgreiche Ätheranästhesie am 24. Januar 1847 durch Heinrich Eduard Weikert und Carl Friedrich Eduard Obenaus in Leipzig zur Anwendung. Am selben Tag bediente sich auch Johann Ferdinand Heyfelder in Erlangen dieser neuartigen medizinischen Technik, erzielte dabei (im Gegensatz zu weiteren, ab dem nächsten Tag durchgeführten Narkosen) jedoch keine ausreichende Narkose. Mit seiner Forderung eines „Gehülfen“, der sich während einer Operation voll und ganz der Anästhesieführung und dem Patienten widmen solle, ist Heyfelder ein Vorläufer des modernen Anästhesisten.
Ab 1847 war der Arzt John Snow in Londoner Krankenhäusern ausschließlich als Narkotiseur tätig. Weitere Spezialisten für die Anästhesie und damit Pioniere der Anästhesiologie als eigenständiges Fachgebiet gab es in England seit der Mitte des 19. Jahrhunderts (Die Society of Anaesthesists wurde dort 1893 gegründet). In Deutschland erfolgte diese Entwicklung erst relativ spät. Der „Berufsverband deutscher Anästhesisten“ hatte sich 1952 in Salzburg konstituiert. Einer der ersten Narkosespezialisten Deutschlands war der Hamburger Ernst von der Porten.
Die Durchführung von Narkosen ab 1846 war zunächst (und blieb teilweise bis nach 1970) vor allem die Aufgabe von Chirurgen und auch speziell ausgebildeter Pflegepersonen. Chirurgische Wegbereiter der Anästhesie in Deutschland waren unter anderem Arthur Läwen (1910) und Albert Lezius (1950). Nachdem die Bedeutung der Anästhesie nach dem Krieg stark gestiegen war, wurde am 10. April 1953 die Deutsche Gesellschaft für Anästhesiologie und Intensivmedizin (DGAI) gegründet. Nur wenige Wochen später, am 27. Mai 1953, beendete der erste Facharzt für Anästhesie seine Ausbildung.
Zu den während Narkose oder der nach einer in Narkose durchgeführten Operation anästhesiologischen Tätigkeiten gehört unter anderem die zur Aufrechterhaltung der Körperfunktionen gegebenenfalls notwendige Gabe von Blut und Blutprodukten. Seit 1914 wird, erstmals durch den Belgier Albert Hustin (1882–1967), durch Citrat ungerinnbar gemachtes Blut (Citratblut) zur Bluttransfusion verwendet. Bei der postoperativen intensivmedizinischen Behandlung kann zudem eine Dialysebehandlung erforderlich sein, die ebenfalls im Rahmen des anästhesiologischen Berufsfeldes indiziert und ggf. durchgeführt wird.
An der Mayo-Klinik in Rochester wurde 1923 die erste selbständige Anästhesie-Abteilung eingerichtet.
Eine der ersten Fachzeitschriften für Anästhesiologie erschien mit Current Researches in Anaesthesia and Analgesia ab 1922 in den USA. Im Jahr 1928 erschien die erste deutschsprachige Fachzeitschrift für Anästhesie Der Schmerz und im selben Jahr Narkose und Anästhesie. Die beiden Zeitschriften wurden 1929 zusammengelegt zu Schmerz, Narkose und Anästhesie, dem ersten deutschsprachigen anästhesiologischen Organ. In Frankreich erschien Anesthésie et Analgésie erstmals 1935. Im Jahr 1940 erschien in den USA die erste Ausgabe von Anesthesiology und in England 1945 Anaesthesia. Die in Deutschland, Österreich und der Schweiz erscheinende Zeitschrift Der Anaesthesist wird seit 1952 publiziert.
Ein Schritt auf dem Weg zur modernen Intensivbehandlung und Intensivmedizin als Säulen der Anästhesiologie war 1949 das erste Behandlungszentrum für Vergiftungen am Bispebjerg Hospital in Kopenhagen. Zur Intensiv- und Notfallmedizin, die auch während und nach chirurgischen Eingriffen durch Anästhesisten angewendet wird, gehört die Aufrechterhaltung des Kreislaufs und Regulation des Blutdrucks der Patienten. Künstliche bzw. gesteuerte Blutdrucksenkungen, etwa als kontrollierte Hypotension während neurochirurgischer Operationen, erfolgten 1950 durch Hale Enderby in England mit Hexamethonium, 1951 durch die Schweizer F. Gross und H. J. Bein mit dem Ganglienblocker Azumethonium (eine als Pendiomid gehandelte quaternäre Ammoniumbase) und durch Stanley J. Sarnoff in den USA mit Trimethaphan (Arfonad). Ebenfalls 1951 publizierten P. Huguenard und H. Laborit in Frankreich ihr Konzept der artifiziellen Hibernation (Herbeiführung eines „künstlichen Winterschlafs“ zur medikamentösen Dämpfung der Körperreaktionen und Verminderung des Sauerstoffbedarfs von Intensivpatienten). Die erste als Beatmungsstation ausgelegte Intensivpflegestation wurde 1952 in Dänemark zur künstlichen Beatmung von Patienten einer Poliomyelitiepidemie eingerichtet.
Die erste Lehrkanzel und das erste Institut für Anästhesiologie im deutschen Sprachraum wurde 1959 in Innsbruck durch Bruno Haid eingerichtet. An der Universität Mainz wurde 1960 ein außerordentlicher Lehrstuhl für Anästhesiologie mit Rudolf Frey eingerichtet. Sechs Jahre später erhielt Karl Horatz am Universitätsklinikum Hamburg-Eppendorf den ersten deutschen Lehrstuhl des Faches. Mit Peter Lawin initiierte er die Intensivmedizin in Deutschland. In Österreich gehörten nach dem Zweiten Weltkrieg Otto Mayrhofer-Krammel und in der Schweiz Werner Hügin zu Pionieren des Fachs.
Zu den im deutschen Sprachraum weitverbreiteten praxisorientierten Anästhesiekurzlehrbüchern gehören das 1974 erschienene Kompendium der Anästhesiologie von Johannes Eichler (1920–1998) sowie der von M. Reinhard und R. Schäfer 1993 herausgegebene Klinikleitfaden Anästhesiologie.
Der erste Weltkongress für Anaesthesiologie fand 1955 im holländischen Scheveningen statt, wo zugleich auch der Weltbund der Anaesthesiegesellschaften (WFSA) gegründet wurde, der zweite 1960 in Toronto in Kanada, der dritte 1964 in São Paulo und der vierte 1968 in London. Der 1. Europäische Kongreß für Anaesthesiologie wurde 1962 in Wien ausgerichtet, der zweite 1966 in Kopenhagen und der dritte 1970 in Prag. Seit 2012 findet in Deutschland alljährlich im Oktober der Weltanästhesie-Tag statt. Ärzte und Kliniken bieten mit Aktionen und Events rund um diesen Tag Aufklärung zu bestimmten Themen des Fachgebiets. Schwerpunktthemen des Weltanästhesie-Tages 2015 waren die beiden Säulen „Narkose“ und „Notfallmedizin“.
Im Jahr 1967 eröffnete die World Federation of Societies of Anesthesiologists (WFSA) in Caracas/Venezuela das erste Internationale Anästhesie-Ausbildungszentrum.
Zu einer der Säulen der Anästhesiologie gehört die Notfallmedizin und insbesondere die Anwendung von Verfahren der Herz-Lungen-Wiederbelebung. Die äußere Herzmassage als Methode der Wiederbelebung wurde 1960 von dem Elektroingenieur William B. Kouwenhoven mit den Medizinern James R. Jude und G. G. Knickerbocker in den USA entwickelt.
Stark vertreten sind Anästhesisten auch bei der „Woche der Wiederbelebung“, die seit 2013 im Rahmen der Kampagne „Ein Leben retten. 100 Pro Reanimation“ jedes Jahr im September mit Unterstützung des Bundesgesundheitsministeriums stattfindet. Ziel dieser Kampagne und der Aktionswoche ist es, die Laienreanimationsrate in Deutschland zu erhöhen.
Vor dem Hintergrund des Klimawandels und der medizinischen Relevanz planetarer Gesundheit wurde 2020 die Berücksichtigung der CO2e-Emissionsreduktion bei der Durchführung von Anästhesien aufgeworfen. So seien insbesondere volatile Anästhetika wie Desfluran zu vermeiden. Im Rahmen einer EU-Verordnung zu fluorierten Treibhausgasen vom Februar 2024 wurde die Nutzung von Desfluran ab dem 1. Januar 2026 EU-weit verboten, es sei denn die Verwendung anderer Anästhetika ist aus medizinischen Gründen nicht möglich.

## Museum
Auf dem Gelände der Bonner Universitätskliniken wurde im Jahr 2000 auf 300 m² mit dem Horst-Stoeckel-Museum eines der wenigen Museen zu diesem Fachgebiet eröffnet.